# Кадрич, Денис
Денис Кадрич (род. 12 июня 1995) — черногорский, ранее боснийский шахматист, гроссмейстер (2015).

## Карьера
Чемпион Боснии и Герцеговины 2013 года.
В составе сборной Боснии и Герцеговины участник двух Олимпиад (2012—2014).
В декабре 2023 года занял третье место на чемпионате Европы по блицу.

## Таблица результатов
| Год  | Город   | Турнир         | + | − | = | Результат | Место |
| ---- | ------- | -------------- | - | - | - | --------- | ----- |
| 2011 | Задар   |                | 3 | 2 | 4 | 5 из 9    | [ 5 ] |
| 2012 | Стамбул | 40-я Олимпиада | 5 | 1 | 3 | 6½ из 9   | [ 6 ] |
| 2014 | Тромсё  | 41-я Олимпиада | 5 | 2 | 4 | 7 из 11   |       |

## Изменения рейтинга
| Графики недоступны из-за технических проблем. См. информацию на Фабрикаторе и на mediawiki.org. |